# Chenkoursk
Chenkoursk (en russe : Шенкурск) est une ville de l'oblast d'Arkhangelsk, en Russie, et le centre administratif du raïon de Chenkoursk. Sa population s'élevait à 4 687 en 2019.

## Histoire
Chenkoursk apparaît pour la première fois, en 1315, dans des documents de marchands de Novgorod. Ivan le Terrible se réfère à ce site comme la ville de Vaga et l'incorpore dans son opritchnina. À cette époque, il y avait un fort en bois et une résidence pour l'évêque local.
Fédor Ier fit don de Chenkoursk à son beau-frère, Boris Godounov, qui le légua à son propre gendre, Johan de Schleswig-Holstein. Les Romanov présentèrent le district au prince Dmitri Troubetskoï comme sa votchina. À sa mort, la ville retourna à la couronne. En 1640-1643, le tsar ordonna la construction d'une nouvelle forteresse à Chenkoursk. Catherine la Grande accorda à Chenkoursk le statut de ville en 1780.

## Population
Recensements (*) ou estimations de la population
| 1897* | 1926* | 1939* | 1959* | 1970* | 1979* |
| ----- | ----- | ----- | ----- | ----- | ----- |
| 1 492 | 2 557 | 4 900 | 5 431 | 6 434 | 7 583 |

| 1989* | 2002* | 2008  | 2010* | 2012  | 2013  |
| ----- | ----- | ----- | ----- | ----- | ----- |
| 7 424 | 6 151 | 5 781 | 5 702 | 5 548 | 5 323 |

| 2014  | 2015  | 2016  | 2017  | 2018  | 2019  |
| ----- | ----- | ----- | ----- | ----- | ----- |
| 5 161 | 5 073 | 4 911 | 4 847 | 4 772 | 4 687 |

## Géographie
Chenkoursk est située sur la rive droite de la rivière Vaga, à 297 km au sud-est d'Arkhangelsk et à 769 km au nord-est de Moscou.

### Climat
| Mois                              | jan.  | fév.  | mars | avril | mai  | juin | jui. | août | sep. | oct. | nov. | déc.  | année |
| --------------------------------- | ----- | ----- | ---- | ----- | ---- | ---- | ---- | ---- | ---- | ---- | ---- | ----- | ----- |
| Température minimale moyenne (°C) | −16,5 | −14,7 | −9,3 | −2    | 4,3  | 9,8  | 12,8 | 10,2 | 5,7  | 0,5  | −7,3 | −12,9 | −1,6  |
| Température moyenne (°C)          | −12,9 | −10,9 | −4,8 | 2,8   | 9,8  | 15,3 | 18,3 | 15   | 9,4  | 3    | −4,8 | −9,6  | 2,6   |
| Température maximale moyenne (°C) | −9,2  | −7    | −0,2 | 7,5   | 15,3 | 20,9 | 23,7 | 19,7 | 13,1 | 5,4  | −2,4 | −6,4  | 6,7   |
| Précipitations (mm)               | 34    | 27,5  | 25,6 | 37,8  | 48,1 | 58   | 68,1 | 75,1 | 51,7 | 51,5 | 43,7 | 40,4  | 561,5 |

## Personnalité
- Ratmir Kholmov (1925–2006), joueur d'échecs soviétique puis russe, grand maître international depuis 1960.